# Castéra-Lou
Castéra-Lou ist eine französische Gemeinde mit 225 Einwohnern (Stand 1. Januar 2022) im Département Hautes-Pyrénées in der Region Okzitanien (vor 2016: Midi-Pyrénées). Sie gehört zum Arrondissement Tarbes und zum Kanton Les Coteaux.
Die Einwohner werden Castéra-louviens und Castéra-louviennes genannt.

## Geographie
Die Gemeinde Castéra-Lou liegt auf dem Plateau von Lannemezan, circa zwölf Kilometer nordöstlich von Tarbes in dessen Einzugsbereich (Aire urbaine) in der historischen Provinz Bigorre. Die östliche Gemeindegrenze bildet der Estéous, die westliche Gemeindegrenze der Canal d’Alaric, ein Seitenkanal des Adour.
Umgeben wird Castéra-Lou von den fünf Nachbargemeinden:
|       | Lescurry                                    | Peyrun          |
| Dours | Kompassrose, die auf Nachbargemeinden zeigt | Bouilh-Péreuilh |
|       | Soréac                                      |                 |

## Einwohnerentwicklung

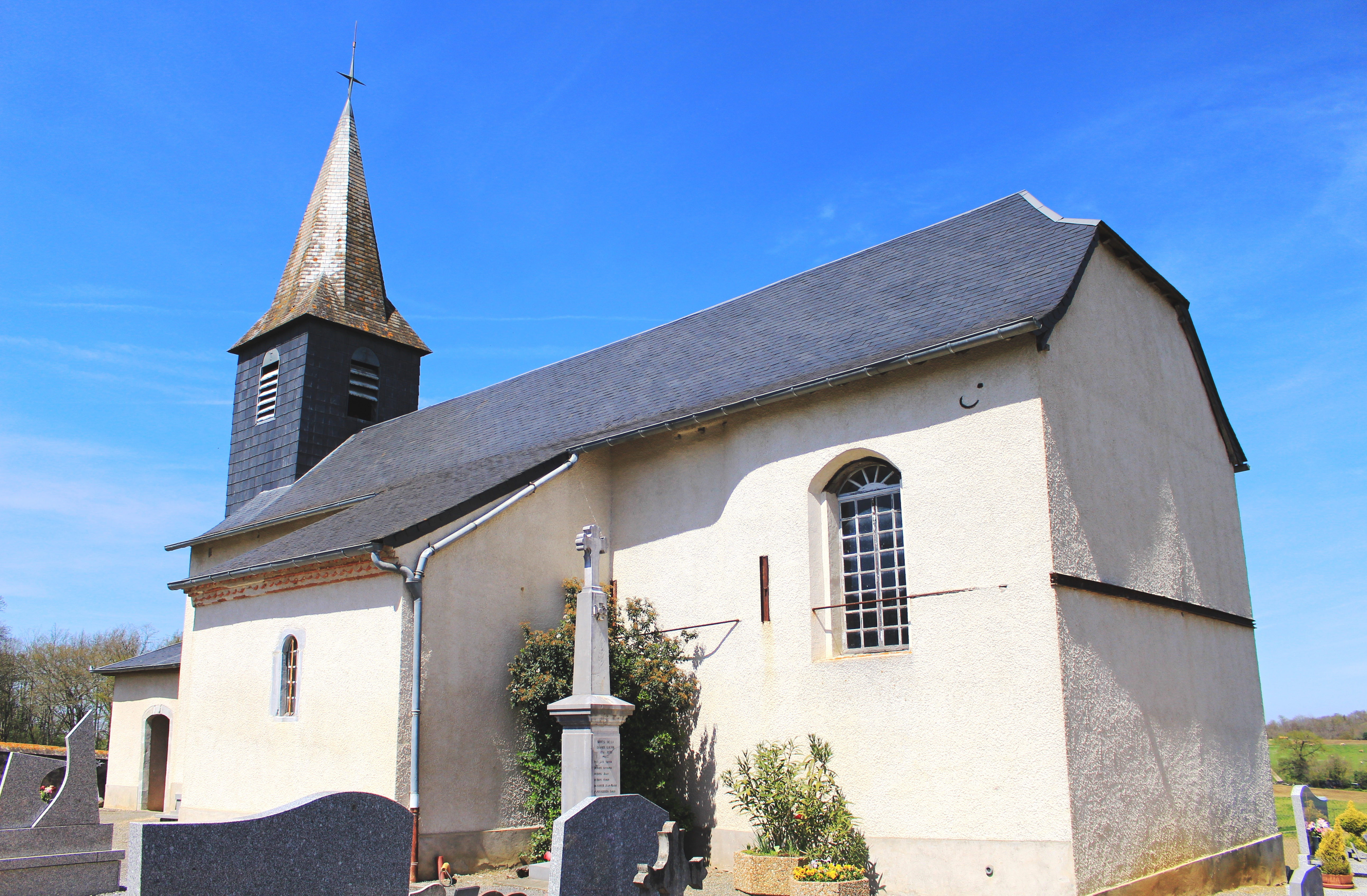
Pfarrkirche Sainte-Marie

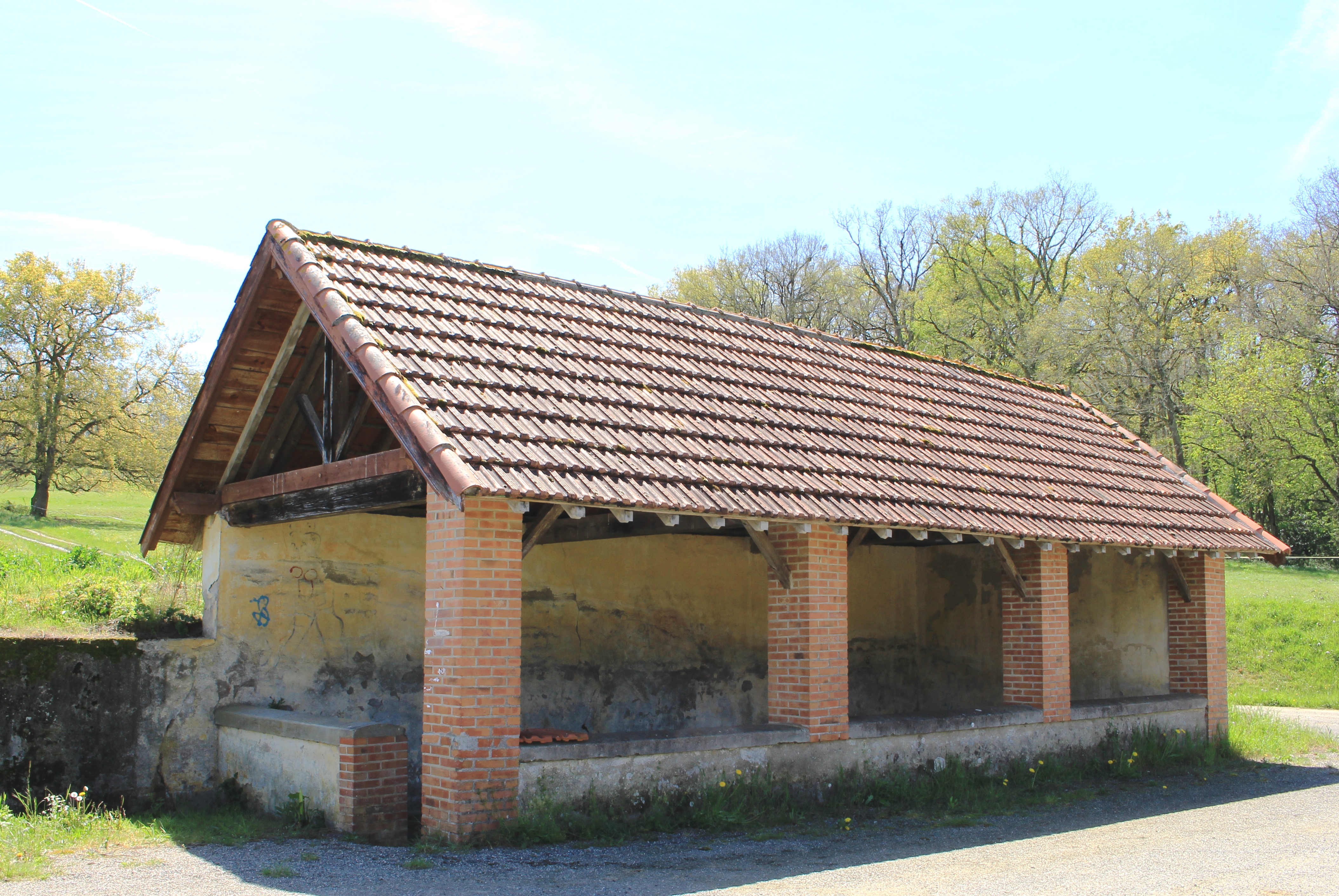
Ehemaliges öffentliches Waschhaus

Nach Beginn der Aufzeichnungen stieg die Einwohnerzahl bis zur Mitte des 19. Jahrhunderts auf einen Höchststand von rund 310. In der Folgezeit sank die Zahl der Einwohner bei kurzen Erholungsphasen bis zu den 1970er Jahren auf rund 100, bevor eine Wachstumsphase einsetzte, die bis heute anhält.
| Jahr      | 1962 | 1968 | 1975 | 1982 | 1990 | 1999 | 2006 | 2011 | 2022 |
| --------- | ---- | ---- | ---- | ---- | ---- | ---- | ---- | ---- | ---- |
| Einwohner | 123  | 108  | 99   | 145  | 163  | 154  | 178  | 207  | 225  |

## Sehenswürdigkeiten
- Pfarrkirche Sainte-Marie

## Wirtschaft und Infrastruktur
Castéra-Lou liegt in den Zonen AOC der Schweinerasse Porc noir de Bigorre und des Schinkens Jambon noir de Bigorre.

### Verkehr
Castéra-Lou ist erreichbar über die Routes départementales 5, 89 und 119.